# Лівадя
Лівадя (рум. Livadea) — село у повіті Прахова в Румунії. Входить до складу комуни Вербілеу.
Село розташоване на відстані 84 км на північ від Бухареста, 28 км на північ від Плоєшті, 57 км на південний схід від Брашова.

## Населення
За даними перепису населення 2002 року у селі проживали 1113 осіб, усі — румуни. Усі жителі села рідною мовою назвали румунську.